# Alleanza Moldavia Nostra
Alleanza Moldavia Nostra (in romeno Alianța „Moldova Noastră”) è stato un partito politico moldavo, a ispirazione socioliberale; è guidato da Serafim Urechean, ex sindaco di Chișinău.
Nel 2011 si è sciolto, confluendo nel Partito Liberale Democratico di Moldavia.

## Storia
L'Alleanza adotta una dottrina social-liberale. Il suo simbolo ritrae un'alba insieme alla frase "Moldova Noastră" in basso. Il partito fu costituito nel 2003 come unione di:
- l'Alleanza Socialdemocratica della Moldavia, detta anche Alleanza di Braghiș, successore del movimento politico-sociale "Alleanza Civica per le Riforme" e del Partito della Socialdemocrazia "Furnica", fondato nel 1997. L'Alleanza era guidata da Dumitru Braghiș ed assorbì il movimento sociopolitico "Plai Natal" nel 2002.

- il Partito Liberale fu un partito creato come unione del Partito della Rinascita e di Riconciliazione della Moldavia (1995), del Partito Nazionale Cristiano-Democratico dei Contadini (1993) e dell'Unione Social Liberale "Forza della Moldavia", che a sua volta era stato formato come unione del Partito Nazionale Liberale (1993) e del Movimento Social-Politico "Per l'Ordine e la Giustizia" (2000). Tra i suoi leader vi fu l'ex Presidente della Moldavia Mircea Snegur. L'ultimo leader di partito fu Veaceslav Untila.

- l'Alleanza degli Indipendenti della Moldavia fu un partito fondato nel 2001 da Serafim Urechean, sindaco di Chișinău.

- il Partito Popolare Democratico della Moldavia, formato nel 1997.

### Elezioni parlamentari del 2005
Alle elezioni parlamentari in Moldavia del 2005, tenutesi il 6 marzo, il partito fece parte della lista Blocco Elettorale Moldavia Democratica (Blocul Electoral Moldova Democrată), insieme al Partito Democratico della Moldavia e al Partito Social-Liberale, che ottenne il 28,4% dei voti e 34 su 101 seggi. Dopo le elezioni, il Blocco si divise in tre gruppi parlamentari, composti dai partiti costituenti, così Nostra Moldavia costituì un gruppo separato con 23 deputati, fino alle elezioni del 2009, quando ottenne meno seggi.

### Elezioni parlamentari del 2009
Alle elezioni parlamentari in Moldavia dell'aprile 2009, Nostra Moldavia ottenne 11 seggi. Insieme agli altri partiti di opposizione, partecipò con successo al fallimento dell'elezione del Presidente nel maggio-giugno 2009 del Partito dei Comunisti della Repubblica di Moldavia, il che condusse verso elezioni anticipate; queste si tennero il 29 luglio 2009, e Nostra Moldavia perse 4 seggi, conservandone solo 7. Tuttavia, gli altri partiti di opposizione ottennero abbastanza seggi per costituire una maggioranza, e i comunisti furono quindi sconfitti. Nell'agosto 2009, Nostra Moldavia divenne una forza costituente dell'Alleanza per l'Integrazione Europea, la coalizione di governo della Moldavia.

### Elezioni parlamentari moldave del 2010
Le elezioni parlamentari del 28 novembre 2010, in cui Alleanza Moldavia Nostra non superò la soglia di sbarramento, ottenendo il 2,05% e nessun seggio, portarono in breve tempo alla fusione con il Partito Liberale Democratico di Moldavia, in cui AMN è confluita ufficialmente il 9 aprile 2011. Il leader Serafim Urechean si è ritirato dalla vita politica.